# Siemens Combino

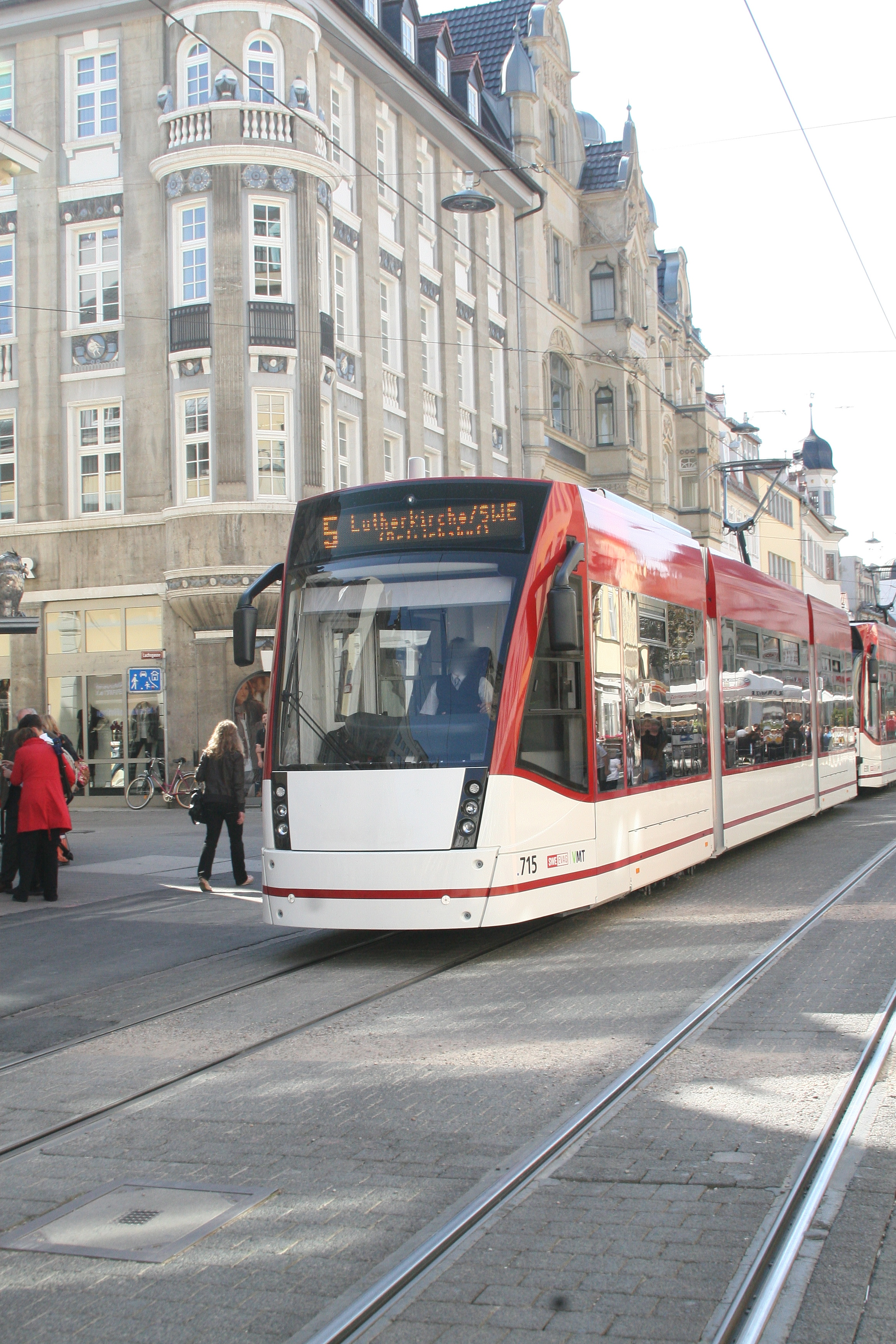
Combino Classic in Erfurt

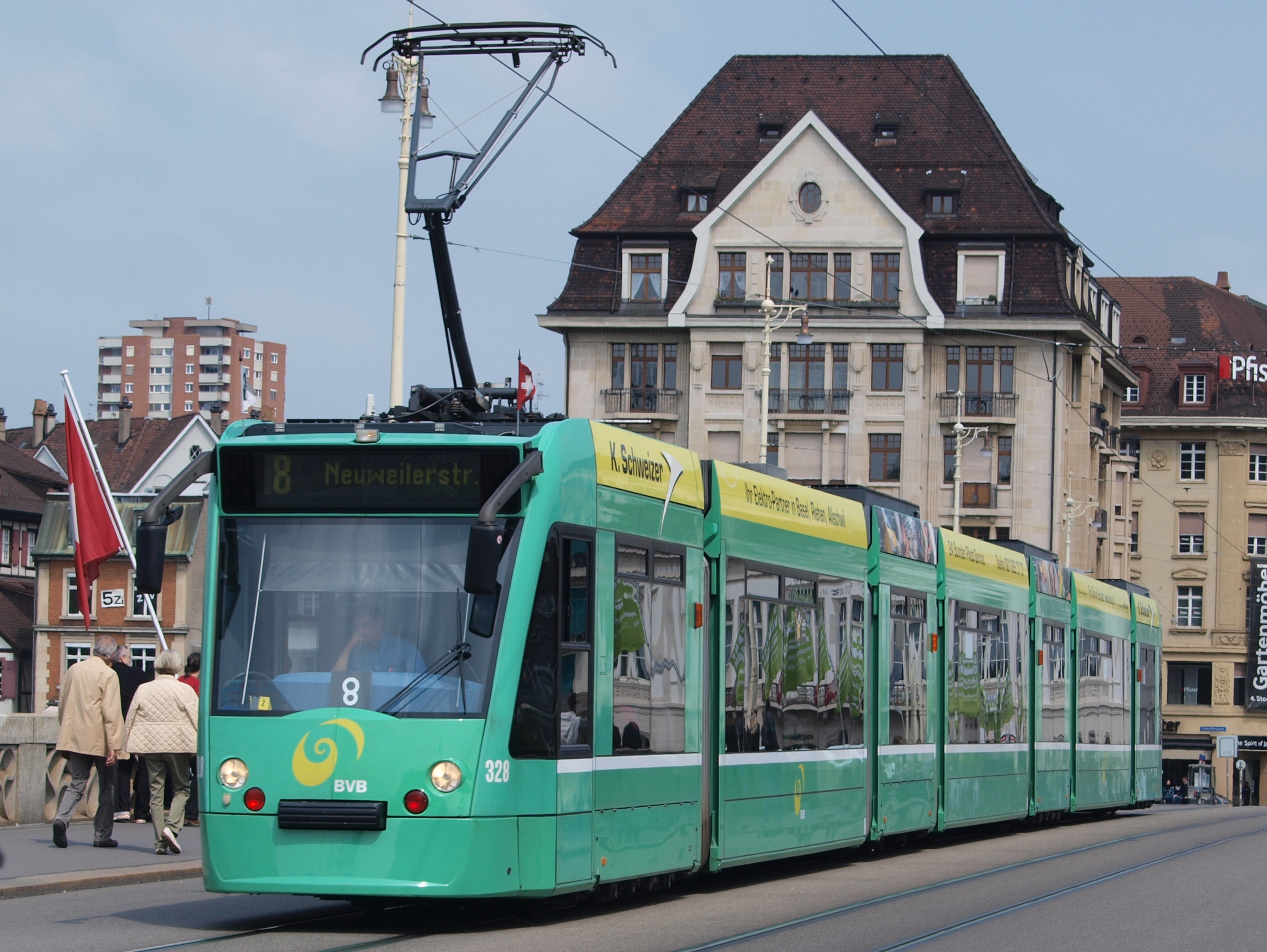
Combino der BVB in Basel

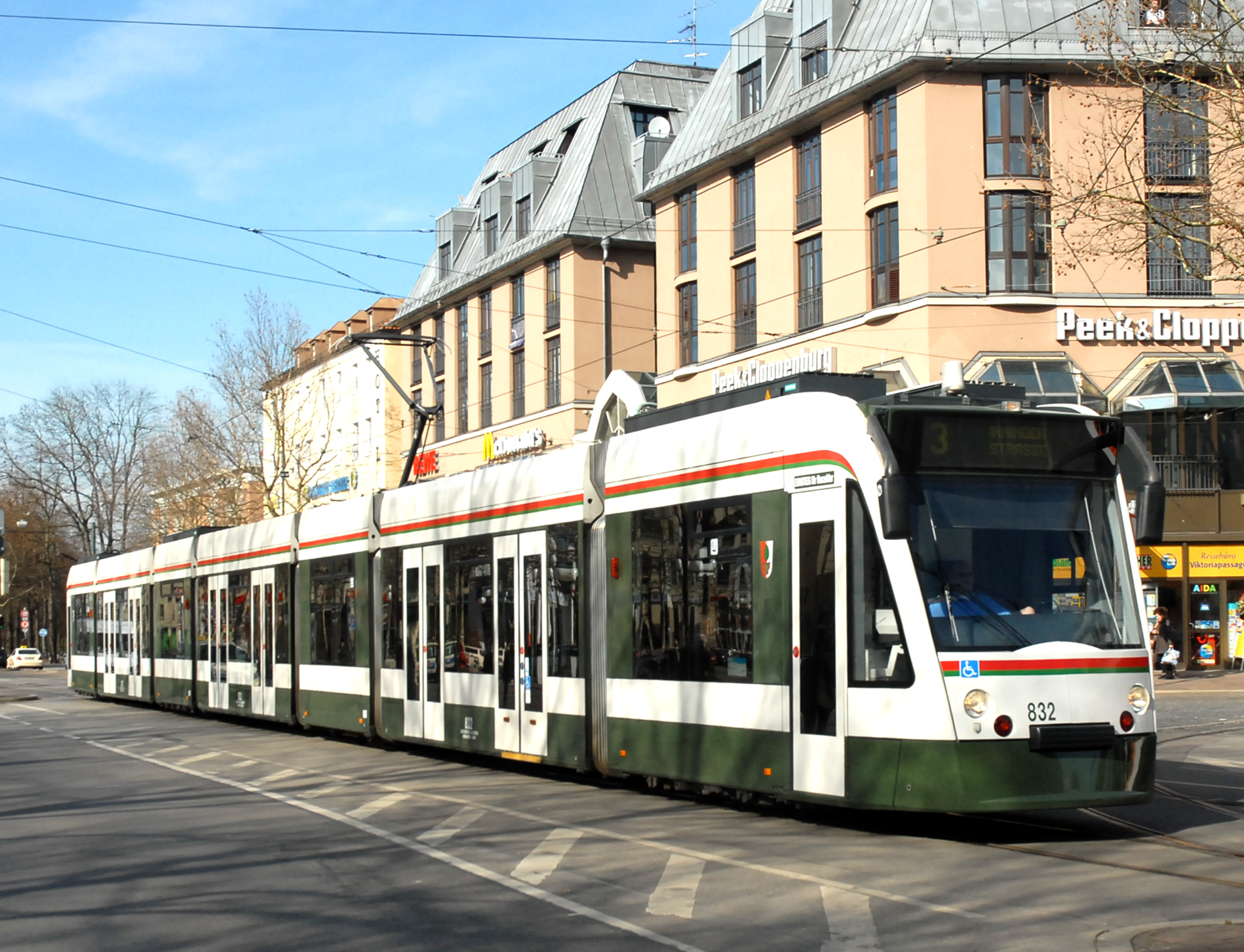
Combino in Augsburg

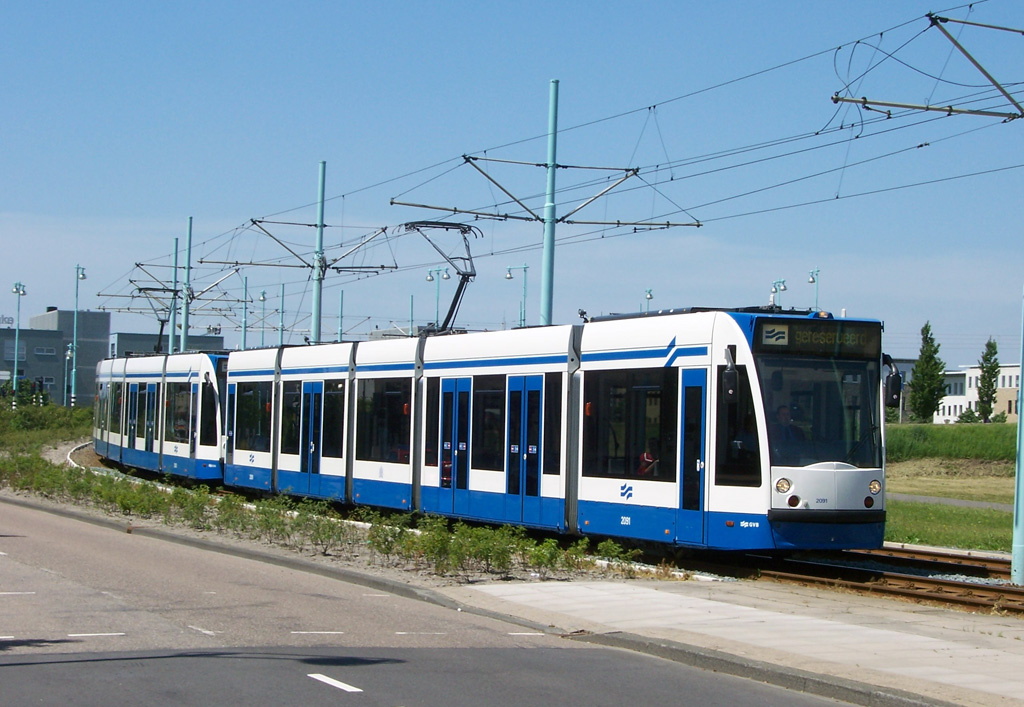
Combino in Mehrfachtraktion in Amsterdam

Der Combino ist eine Niederflur-Straßenbahnwagenbaureihe der DUEWAG AG, der Prototyp wurde 1996 gebaut, seit der Übernahme der Duewag durch Siemens wird die Reihe von den entsprechenden Siemens-Bereichen gebaut. Seit 2014 wird der Nachfolgetyp unter dem Namen Avenio M vermarktet.
Wegen seines modularen Aufbaus mit standardisierten Bauteilen und des daraus resultierenden geringeren Preises galt der Combino lange als ein erfolgreicher Straßenbahn-Standardtyp. Rund 500 Fahrzeuge dieses Typs wurden in die Städte Amsterdam, Augsburg, Basel, Bern, Düsseldorf, Erfurt, Freiburg im Breisgau, Hiroshima, Melbourne, Nordhausen, Potsdam, Posen und Ulm verkauft. Ab 2004 brachte ein Konstruktionsfehler, der zu Pannen und Materialverschleiß führte, die Combinos in Verruf und führte zu einer technischen Überarbeitung.
2007 wurde erstmals die neue Combino-Generation Combino Classic an die Stadt Bern verkauft. Mittlerweile werden die Wagen nach dem Multigelenk-Konzept von Siemens unter der Typenbezeichnung Avenio M vermarktet.
Eine Weiterentwicklung als Kurzgelenkwagen aus Edelstahl statt Aluminium, zunächst Combino Plus genannt, wurde nach Budapest und Almada verkauft. Seit 2009 wird diese Bauart mit dem neuen Namen Avenio bezeichnet.

## Konzept

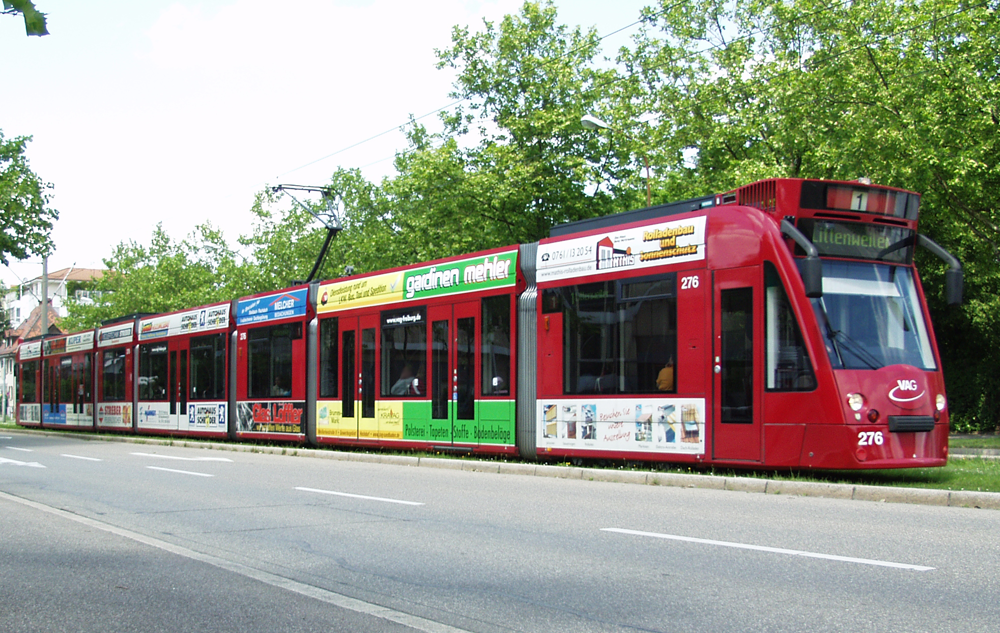
Combino in Freiburg

Der Combino wurde von der Duewag AG ab 1994 als Antwort auf den ständigen Preisdruck am Markt entwickelt. Ziel des innovativen Konzepts war die Umstellung von maßgeschneiderten Kleinserien zu einer ökonomischeren industriellen Großserienfertigung. Das Fahrzeug wurde als Modulsystem aus standardisierten Baugruppen konzipiert; so sollte es möglichst viele Einsatzmöglichkeiten abdecken.
Der Combino war in unterschiedlichen Längen, drei Wagenbreiten (2300, 2400, 2650 mm) und zwei Spurweiten, als Ein- oder Zweirichtungsfahrzeug, und als DuoCombino mit zusätzlichem Dieselantrieb lieferbar. Die aus Aluminium gebauten Fahrzeuge weisen eine Länge zwischen 19 Metern (Nordhausen) und 43 Metern (Basel) auf. Die mit Stahlwagenkästen gelieferten »Combino Plus« NF12 für Budapest besitzen eine Länge von 54 Metern.

## Design
Grundlage des Designs bildeten sehr eng gesteckte Zielvorgaben des Herstellers. So galt es etwa alle Baugruppen hinsichtlich funktionalen, wirtschaftlichen und wartungstechnischen Gesichtspunkten zu optimieren. Das Design sollte die Ziele des Unternehmens unterstützen, prägnant sein und einen großen Kundenkreis ansprechen.
Das Design des ersten Combino wurde zwischen 1994 und 1996 von Werner Paulussen entwickelt. Ziel war ein freundliches und funktionales Fahrzeugdesign mit hohem Wiedererkennungswert und optimierten ergonomischen Eigenschaften. Dazu gehörte auch eine blendfreie Zielanzeige und eine gute Sicht für den Schienenfahrzeugführer. Wartung und Lebenszyklus-Kosten waren weitere wichtige Faktoren bei der Gestaltung.
Paulussen betreute das Projekt von 1994 bis 2009 und entwickelte neben vielen Studien fünf unterschiedliche Fahrzeugköpfe für die Combino-Serie. Die erste Serie kam in Potsdam, Augsburg, Freiburg, Basel, Nordhausen und Erfurt zum Einsatz. Die zweite Serie für Amsterdam wurde kompakter gestaltet. Weitere Fahrzeuge dieser Serie wurden nach Posen und Ulm geliefert. Für die acht Ulmer Fahrzeuge übernahm der Designer Rido Busse die farbliche Anpassung. Die dritte Serie mit sehr geräumigen Führerständen fährt in Erfurt, Nordhausen, Freiburg, Melbourne, Budapest und Bern mit geänderter Bughaube. Für Freiburg wurde eine doppelte Zielanzeige eingebaut. Die vierte Serie wird in Almada (Portugal) eingesetzt. In Bern wurde der neue Combino Classic für Bernmobil mit einem komplett von Paulussen neu gestalteten Fahrzeugkopf und überarbeitetem Innenraum vorgestellt.
In Dalian (China) befindet sich ein Plagiat im Einsatz. Die dortigen Straßenbahnfahrzeuge besitzen ein angenähertes Combino-Design. Das Laufwerk dieser Wagen weicht jedoch deutlich ab.

## Technik

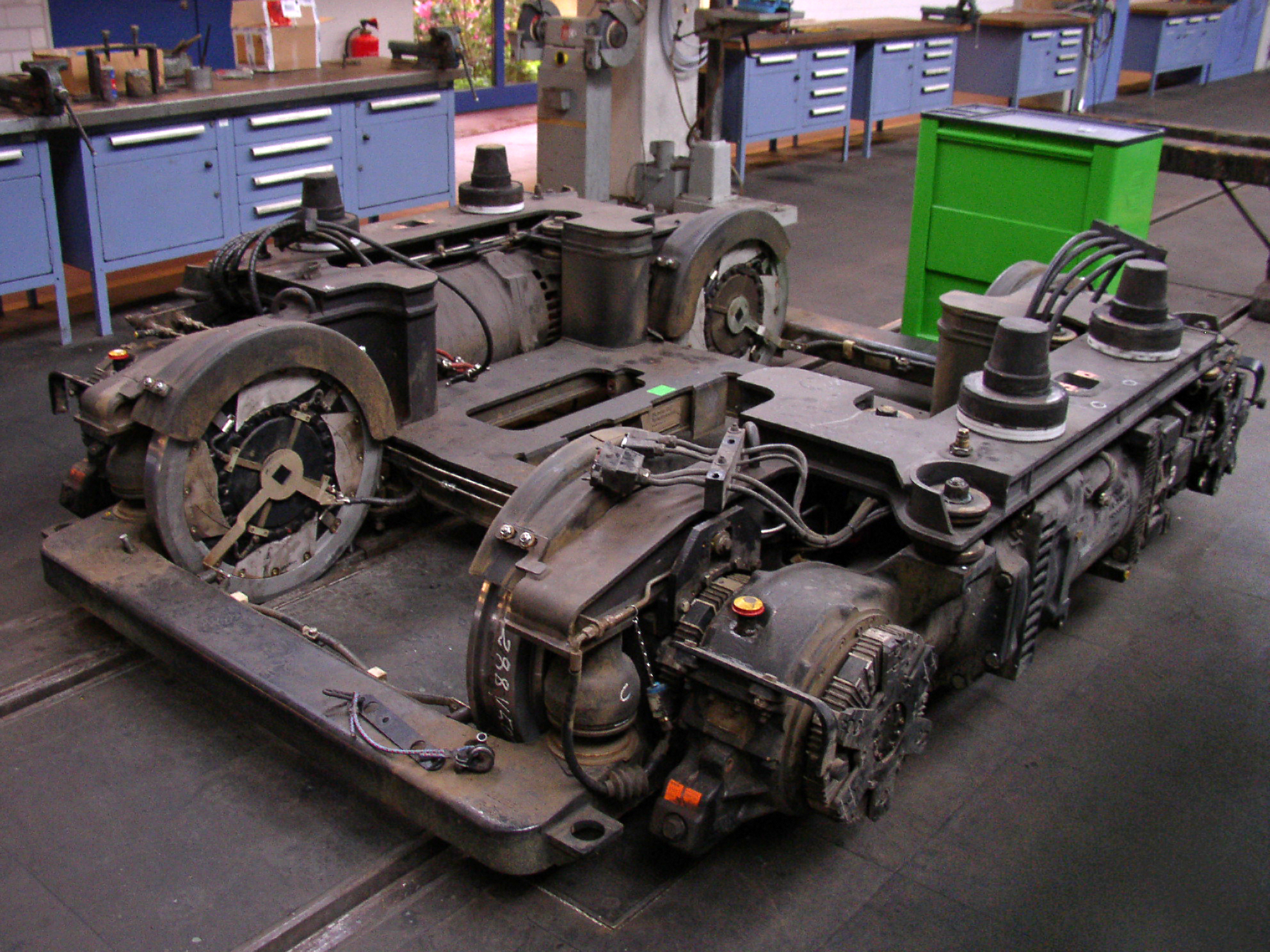
Fahrwerk eines Combino für Meterspur

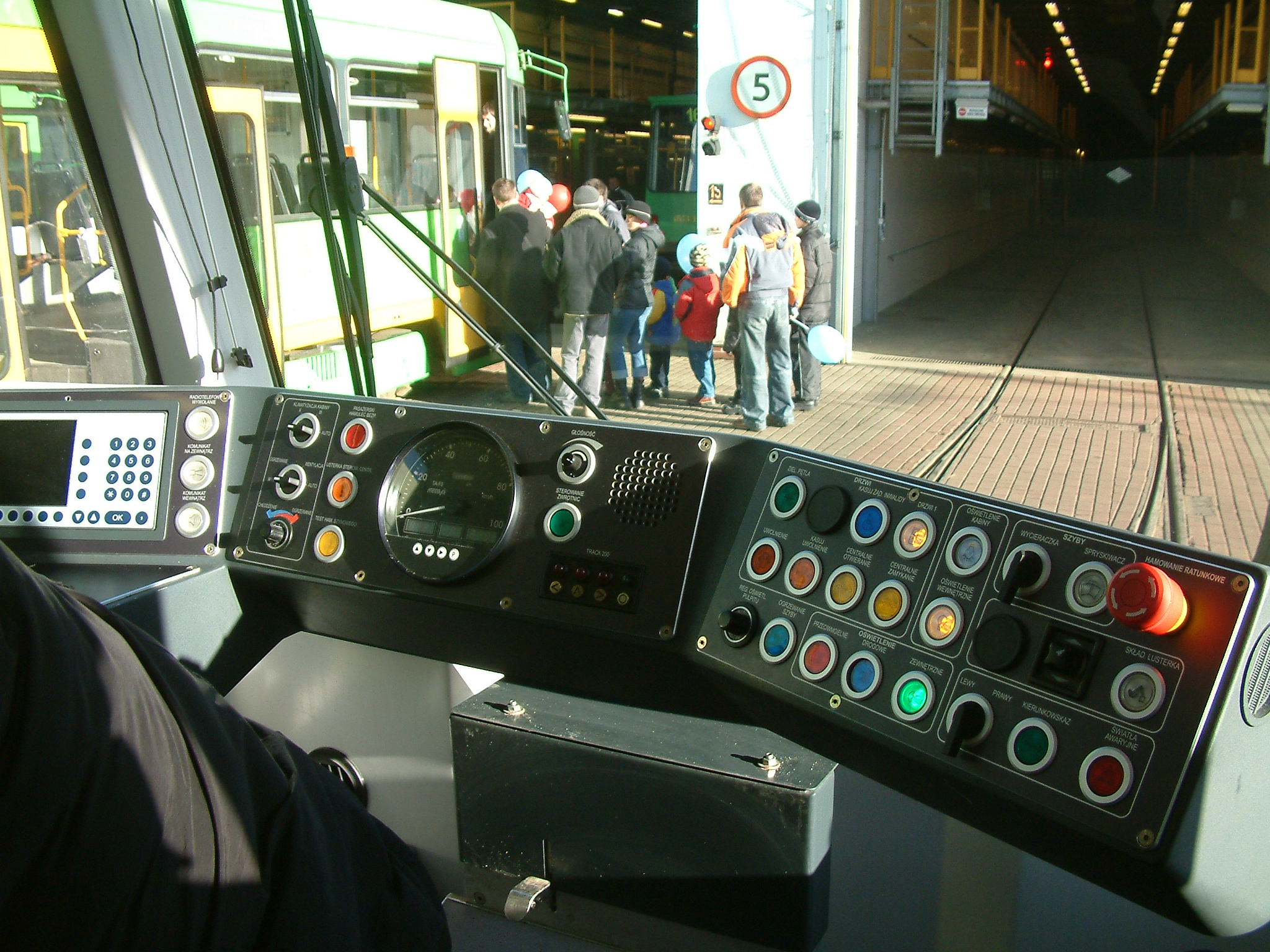
Führerstand eines Combino in Posen

Der Combino wurde in Leichtbauweise in Zusammenarbeit mit dem Unternehmen Alusuisse gefertigt. Die verschraubten Baugruppen aus Aluminium-Strangpress-Profilen bilden eine gut lackierbare Oberfläche. Somit konnten gegenüber herkömmlicher Stahlbauweise Richt- und Spachtelarbeiten eingespart werden. Beim Combino Classic und Avenio M ist die Aluminiumkonstruktion geschweißt.
Die Combino-Straßenbahnen verwenden keine Drehgestelle, sondern sogenannte Fahrwerke. Die Räder sind in Fahrwerksrahmen gelagert, die im Vergleich zu den zugehörigen Wagenkästen nicht ausdrehbar angeordnet sind. Zwischen den Laufwerksmodulen sind Drehgelenke und Faltenbälge angebracht, die längere, laufwerkslose Wagenteile (»Sänften«) schützen. Die Räder sind sogenannte Losräder ohne durchgehende Achswellen und werden seitenweise durch Längsmotoren angetrieben. Der Vorteil dieser Bauart ist der durchgehende Niederflur, der ein bequemes Einsteigen und Barrierefreiheit im gesamten Wagen für Rollstuhlfahrer und Kinderwagen ermöglicht. 
Dieses Konstruktionsprinzip hat jedoch unruhige Laufeigenschaften zur Folge, da die Gleisführung auch bei kleinen Richtungskorrekturen auf gerader Strecke unmittelbar auf den gesamten Wagenkasten des Laufwerksmoduls einwirkt und nicht nur auf ein Drehgestell wie bei konventioneller Bauform. Das bedeutet ein Zweiachsern vergleichbares Laufverhalten und einen erhöhten Verschleiß der Radreifen und des Gleises, selbst auf gerader Strecke. Zusätzlich gibt es durch die fehlenden Achswellen keine Selbstzentrierung im Gleis. Diese Problematik ist bei vielen Niederflurstraßenbahnwagen zu beobachten. Die Verschleißwerte sind jedoch von vielen Parametern (Schienenmaterial, Unterbau, Gleiszustand, Fahrweise, Spurkranzschmierung, uvm.) abhängig, weshalb bei demselben Fahrzeugtyp je nach Einsatzort sehr unterschiedliche Werte erreicht werden können.
Als weiterer Nachteil ergibt sich im Laufwerksbereich bei jeweils zwei Sitzreihen ein nicht für Sitzplätze nutzbarer Seitenraum. Bei den verbleibenden quer angeordneten Einzelsitzen ist der Fußraum seitlich eingeschränkt.
Die Modulbauweise der Combinos ist so ausgelegt, dass die Fahrzeuge theoretisch ohne großen Aufwand verlängert oder verkürzt werden könnten (wie bei zahlreichen Fahrzeugen von Bernmobil realisiert). So sind beispielsweise alle für ein Antriebsmodul nötigen Steuerungselemente direkt über diesem angeordnet, was insbesondere aufwändige Verkabelungsarbeiten vermeidet. In vielen Aspekten bieten die Fahrzeuge auch Vorteile bei der regulären Wartung: So können beispielsweise die Motor- und Getriebeeinheiten seitlich entnommen werden, ohne den Wagen anheben zu müssen. Im Innenraum sind in den langen Modulen alle Sitze an der Seitenwand befestigt; der Boden ist dort frei von Stützen und kann leicht gereinigt werden, die Sitzanordnung lässt sich durch Verschieben der Sitze auf der Befestigungsschiene bei Bedarf ohne große Umbauten anpassen.

Ursprünglich sah das Combinokonzept auch einachsige Endmodule vor. Ein solches wurde aber nur am vierteiligen und fünfachsigen Prototyp realisiert und nicht weiterverfolgt.

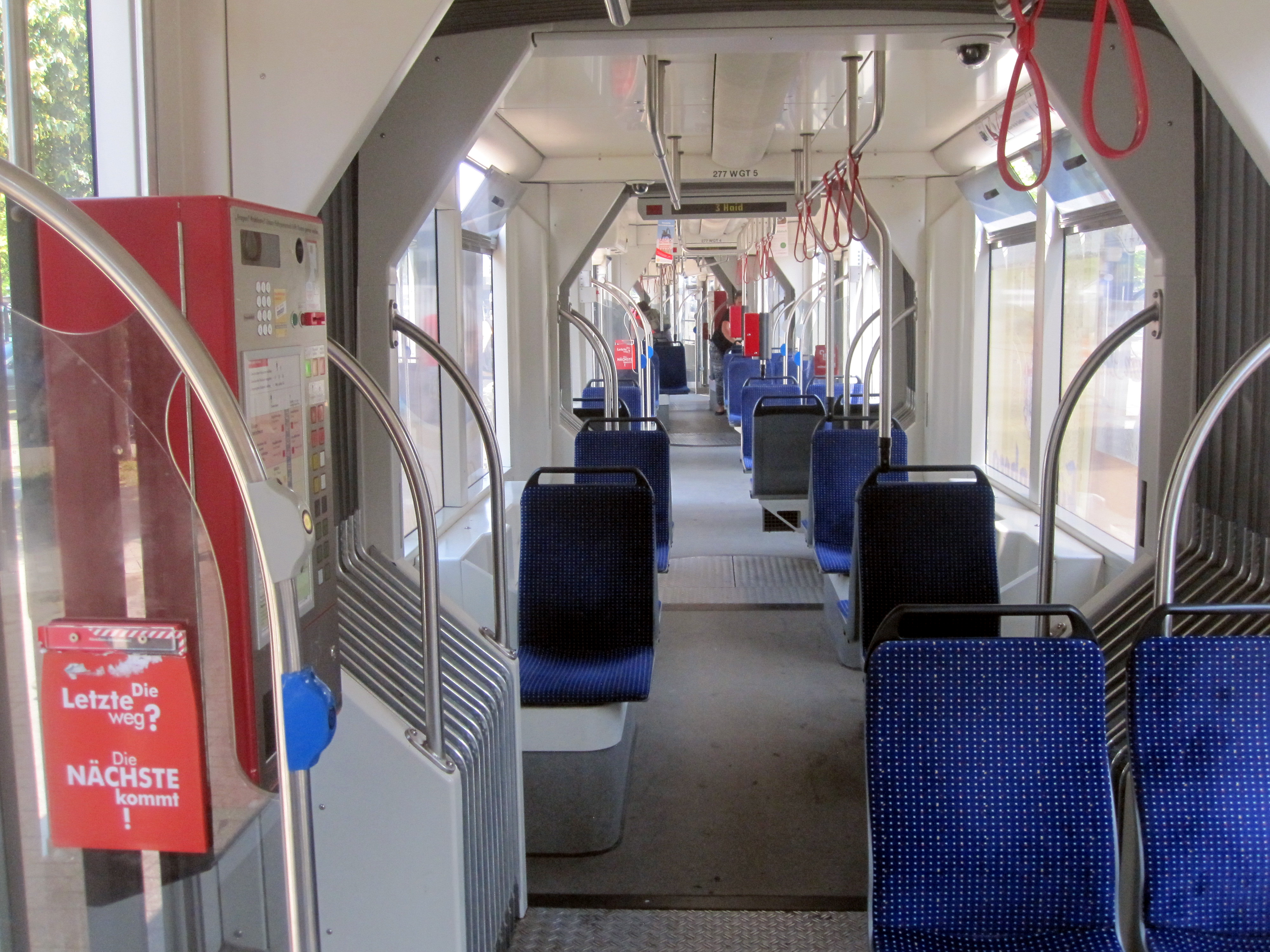
Fahrgastraum eines Combino Basic in Freiburg
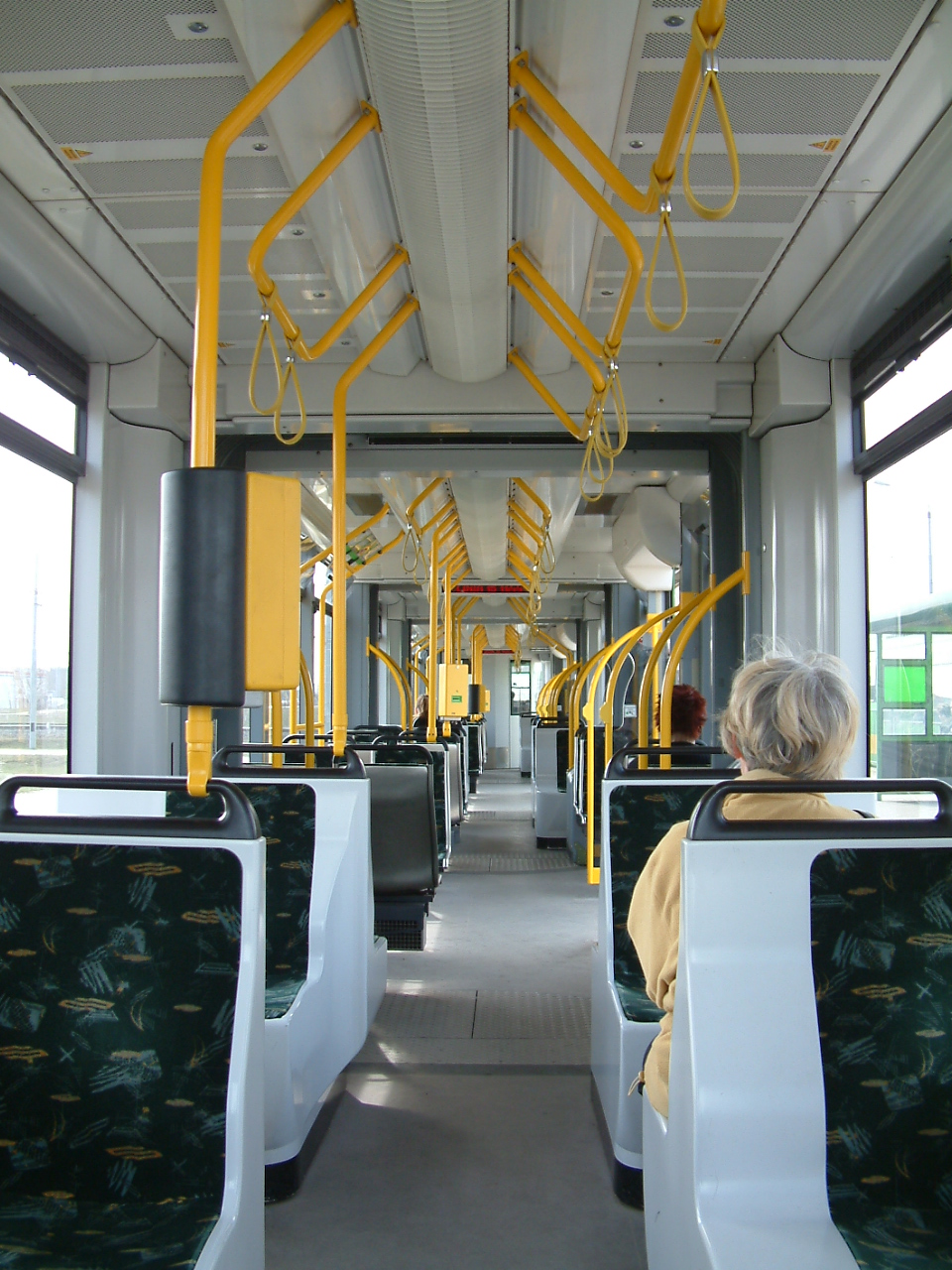
Fahrgastraum eines Combino Advanced in Posen
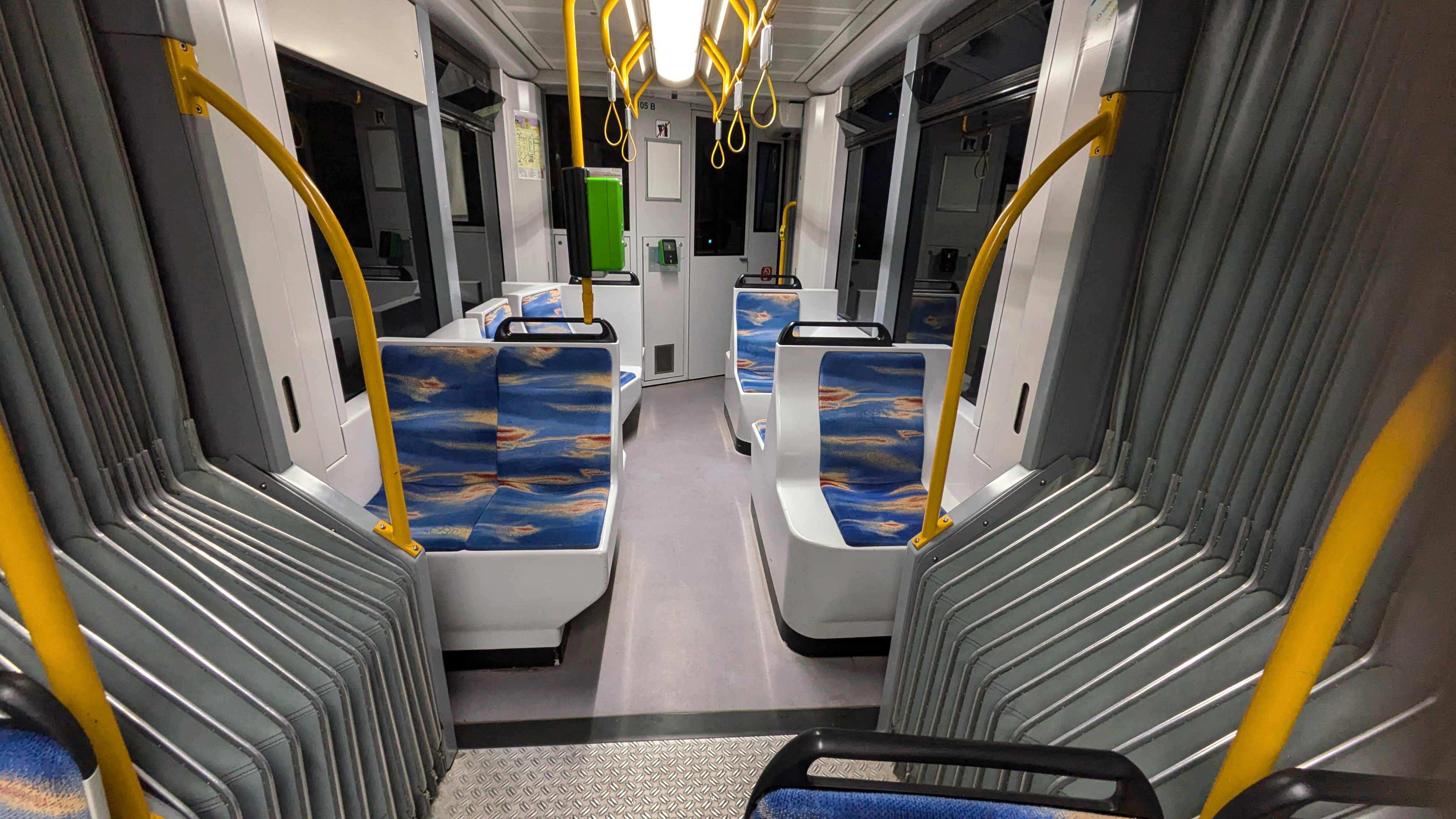
Fahrgastraum über dem Laufwerk eines Combino Advanced in Nordhausen
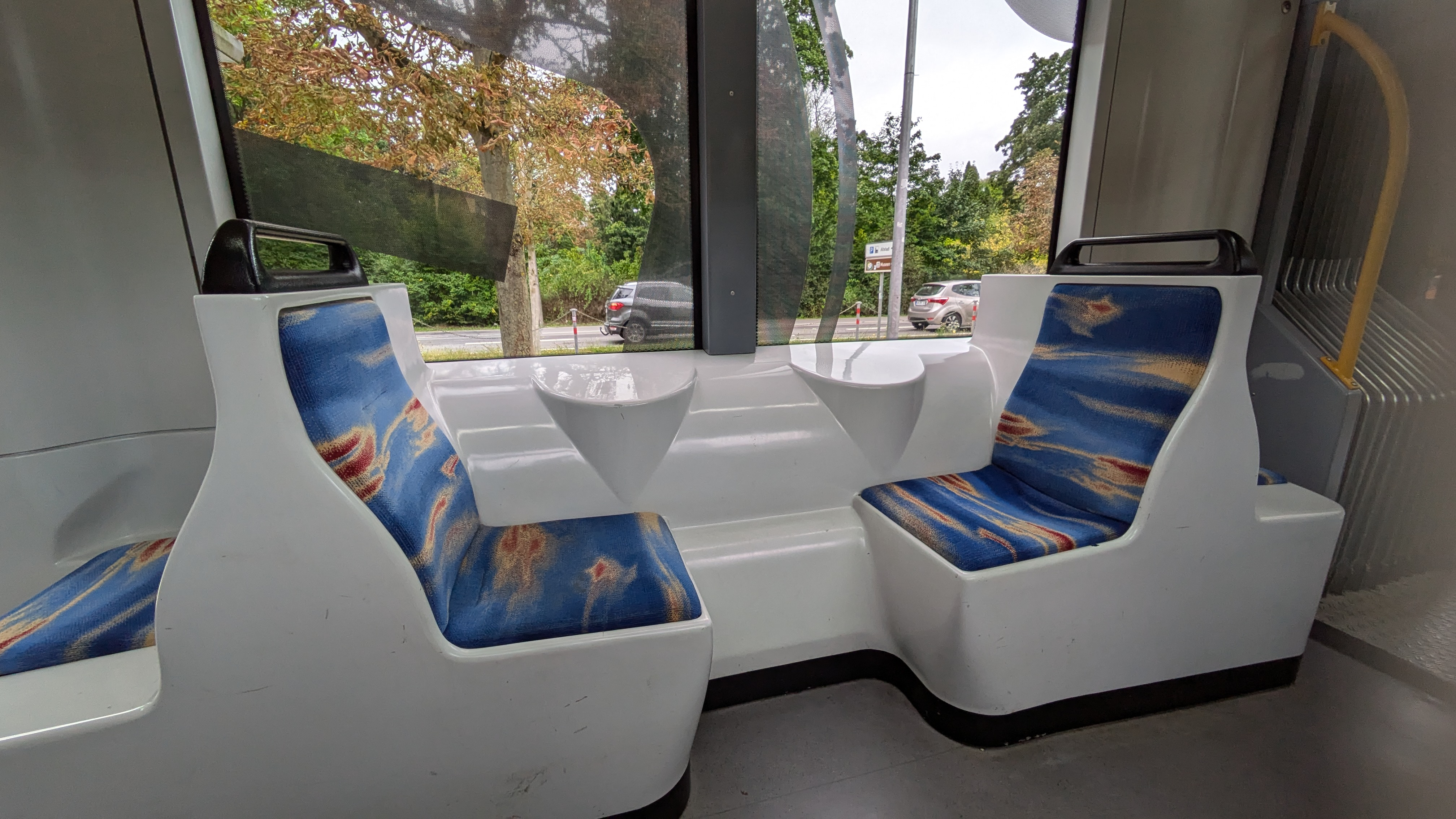
Nicht nutzbarer Seitenraum und seitlich eingeschränkter Fußraum
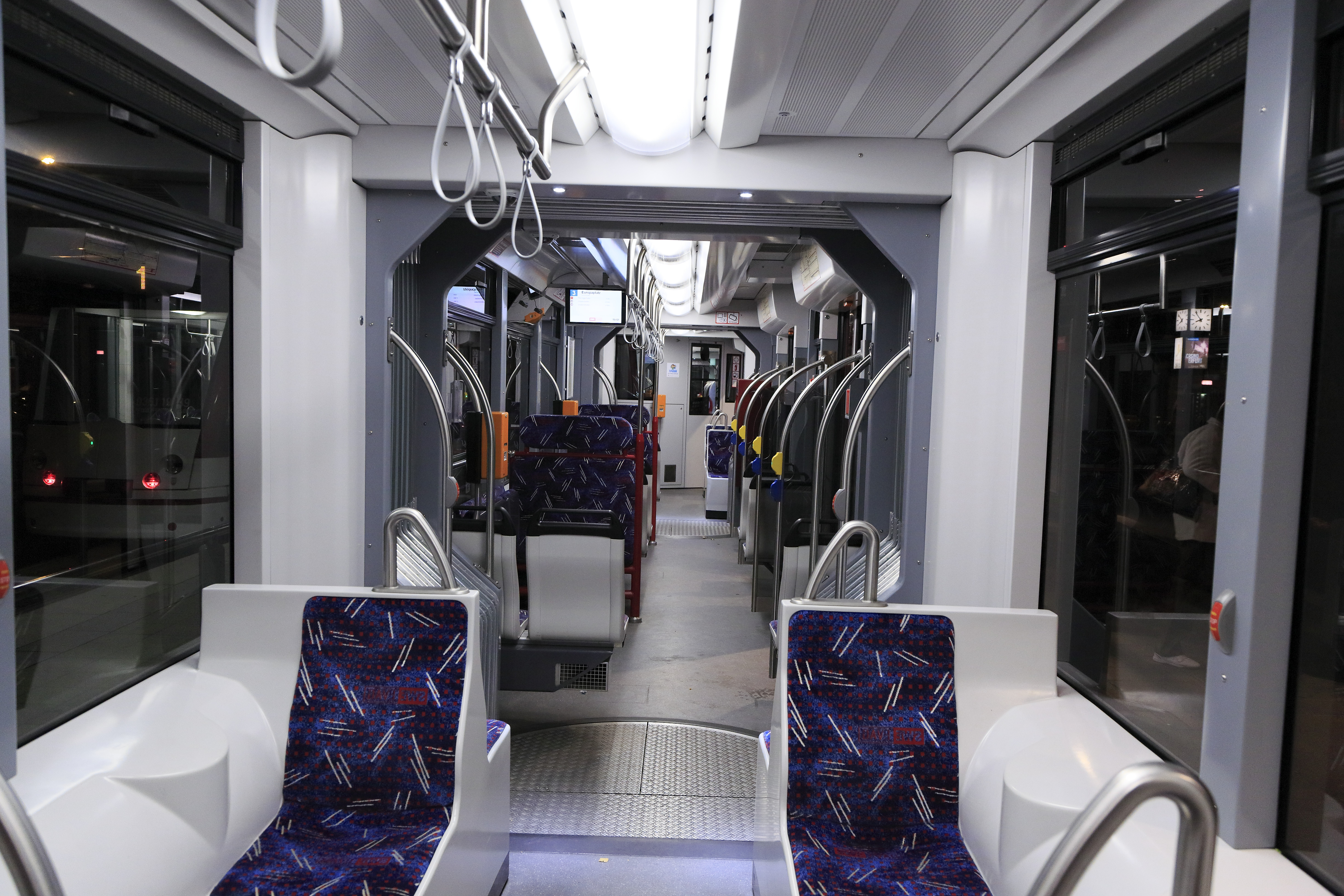
Fahrgastraum eines Combino Classic in Erfurt

## Autonom fahrende Combinos
Am 23. August 2021 stellten die Entwickler von Siemens Mobility auf dem Gelände des Betriebshofs der Potsdamer Verkehrsbetriebe in Babelsberg den Prototyp des Combino Perugia 400 öffentlich vor. Es handelt sich um den ersten Straßenbahntriebwagen komplett ohne Fahrer, der mittels Laserscanner, Radargeräten, Kameras, Funkempfängern und einem Bordcomputer vollkommen autonom fahren lernt. Bereits im Jahr 2018 begann die Erprobung eines Urtyps auf dem Potsdamer Straßenbahnnetz. Das Forschungsprogramm trägt den Namen AStriD (Autonome Straßenbahn im Depot) und wird vom Bundesforschungsministerium mit 2,7 Millionen Euro gefördert.
Über Funk können mittels unterwegs installierter Baken Befehle übermittelt werden. Erstes Ziel der Aktion ist die Einrichtung eines digitalen Betriebshofs, in dem ohne Beeinflussung durch den realen Verkehr das Ziel des reinen autonomen Fahrens weiter erprobt und schrittweise verbessert wird. Gegenwärtig (Herbst 2021) können die Straßenbahnwagen beim Abstellen nach Betriebsschluss selbsttätig abrüsten. Auch das Aufrüsten geschieht selbstständig. Danach rollt die Einheit in eine Testhalle, wo Bremssand aufgenommen und eine Waschanlage passiert wird, um schließlich das Tor für weitere Fahrten auf dem Gelände zu öffnen. – Eine Marktreife wird nicht vor 2026 erreicht werden, wie die Entwickler bekannt gaben.

## Technische Probleme
Im Betrieb zeigten sich Schwächen der Leichtbauweise aus Aluminium. Bei den geschraubten Aluminiumrahmen lösten sich Verbindungen, an einigen der Wagen zeigten sich Risse in den Verbindungen zwischen Dach und Seitenwand. Anfang 2004 lagen große Teile der Combino-Flotte still, weil Siemens Einstürze der Fahrzeugdächer oder fortschreitende Beschädigungen an den Seitenwänden nicht ausschließen konnte. Siemens hatte daraufhin den Kunden, u. a. der Verkehrsbetrieb Potsdam GmbH, die Empfehlung gegeben, Combinos ab einer Laufleistung von 120.000 Kilometern nicht mehr einzusetzen.
Infolge von Garantieansprüchen aus den Combino-Wagen verbuchte Siemens Transportation Systems im zweiten Quartal 2004 einen operativen Verlust von 289 Millionen Euro; die Sonderbelastungen wurden auf insgesamt 364 Millionen Euro beziffert.
Bis 2010 kam bis auf einige stark beschädigte Wagen der allergrößte Teil der Combinos wieder zum Einsatz. Als eine der Ursachen stellte sich heraus, dass die Entwicklungsingenieure bei der Berechnung der Wagenkästen auf Berechnungsformeln für klassische Hochflurfahrzeuge zurückgegriffen hatten. Diese berücksichtigen jedoch nicht, dass durch die Multigelenkbauweise von Niederflurfahrzeugen, die überwiegend auf dem Dach untergebrachte elektrische Ausrüstung und die fehlende Wankmöglichkeit der Wagenteile gegeneinander erhebliche Kräfte auf die Gesamtkonstruktion verursacht werden. Diese wurden allgemein unterschätzt und deren Übertragung und Wirkung innerhalb der Wagenkästen falsch berechnet. Auftretende Risse gefährdeten in der Folge die Stabilität der Konstruktion.
In Presseberichten hieß es, dass 450 der weltweit verkauften Combino-Straßenbahnwagen fast völlig neu aufgebaut werden müssen. Zwar dementierte Siemens dies, dennoch hat der Konzern inzwischen rund 500 Millionen Euro Rückstellungen für diese Risiken gebildet. An einer Sanierung der Wagen arbeitet Siemens; die ersten vollsanierten Einheiten wurden in Amsterdam (hier wurde im August 2007 der hundertste von 155 zu sanierenden Zügen ausgeliefert), Potsdam, Erfurt, Freiburg, Nordhausen und Posen eingesetzt. Als erste Combino-Flotte eines Betreibers war die der Stadt Bern seit Anfang 2007 vollständig saniert. Im November 2009 wurde in Düsseldorf der letzte revidierte Combino wieder in Dienst gestellt. Am 19. Dezember 2009 erhielten auch die Basler Verkehrs-Betriebe ihren letzten Combino zurück. Damit konnte die letzte in Europa zu sanierende Einheit wieder in Betrieb genommen und die Ertüchtigung aller Combinos abgeschlossen werden. Die sanierten Fahrzeuge zeichnen sich durch verbesserte Lastverteilung, Wankmöglichkeiten der Wagenkästen untereinander und in der Folge erheblich bessere Fahreigenschaften aus.

## Einsatzorte

### Übersicht
| Netz                                          | Subtyp         | Betriebsseitige Bezeichnung | Einrichtungswagen/ Zweirichtungswagen | Wagenteile | Breite in m | Länge in m | Baujahr               | Anzahl | Bemerkungen | Bild |
| --------------------------------------------- | -------------- | --------------------------- | ------------------------------------- | ---------- | ----------- | ---------- | --------------------- | ------ | --- | ---- |
| Metro Sul do Tejo (Almada)                    | Plus           |                             | Zweirichtungswagen                    | 4          |             |            | 2005–2007             | 24     | Kurzgelenkwagen |      |
| Straßenbahn Amsterdam                         | Advanced       | 13G                         | Einrichtungswagen                     | 5          |             |            | 2002–2004             | 151    | |      |
| Straßenbahn Amsterdam                         | Advanced       | 14G                         | Zweirichtungswagen                    | 5          |             |            | 2002                  | 4      | |      |
| Straßenbahn Augsburg                          | Basic          |                             | Einrichtungswagen                     | 7          | 2,30        | 42,0       | 2000, 2002            | 41     | |      |
| Strassenbahn Basel (Basler Verkehrs-Betriebe) | Basic          | Be 6/8                      | Einrichtungswagen                     | 7          |             |            | 2001–2002             | 28     | |      |
| Strassenbahn Bern                             | Advanced       | Be 4/6                      | Einrichtungswagen                     | 5          |             |            | 2002–2004             | 7      | |      |
| Strassenbahn Bern                             | Advanced       | Be 6/8                      | Einrichtungswagen                     | 7          |             |            | 2002, 2004            | 8      | 2009 verlängert, davor 5 Wagenteile |      |
| Strassenbahn Bern                             | Classic        | Be 6/8                      | Einrichtungswagen                     | 7          |             |            | 2009–2010             | 21     | |      |
| Straßenbahn Budapest                          | Plus           |                             | Zweirichtungswagen                    | 6          |             |            | 2004–2006             | 40     | Kurzgelenkwagen |      |
| Straßenbahn Düsseldorf                        |                | NF10                        | Einrichtungswagen                     | 7          | 2,40        | 40,0       | 2000–2002             | 36     | nur Mittelteile dem Multigelenkwagenkonzept folgend, an den Enden Kleinraddrehgestelle                                                                                         |      |
| Straßenbahn Düsseldorf                        |                | NF8                         | Einrichtungswagen                     | 5          | 2,40        | 29,7       | 2003                  | 15     | nur Mittelteile dem Multigelenkwagenkonzept folgend, an den Enden Kleinraddrehgestelle                                                                                         |      |
| Stadtbahn Düsseldorf                          |                | NF8U                        | Anderthalbrichtungswagen              | 5          | 2,40        | 30,0       | 2006–2007 2010–2012   | 76     | nur Mittelteile dem Multigelenkwagenkonzept folgend, an den Enden Kleinraddrehgestelle                                                                                         |      |
| Straßenbahn Erfurt                            | Basic          |                             | Einrichtungswagen                     | 5          | 2,30        | 30,5       | 2000                  | 7      | Einsatz von Doppeltraktionen verschiedener Varianten miteinander üblich |      |
| Straßenbahn Erfurt                            | Advanced       |                             | Einrichtungswagen                     | 5          | 2,30        | 30,5       | 2002–2003, 2005       | 29     | Einsatz von Doppeltraktionen verschiedener Varianten miteinander üblich |      |
| Straßenbahn Erfurt                            | Advanced       |                             | Einrichtungswagen                     | 3          | 2,30        | 20,0       | 2002, 2004–2005       | 12     | Einsatz von Doppeltraktionen verschiedener Varianten miteinander üblich |      |
| Straßenbahn Erfurt                            | Classic        |                             | Einrichtungswagen                     | 3          | 2,30        | 20,0       | 2011–2012             | 12     | Einsatz von Doppeltraktionen verschiedener Varianten miteinander üblich |      |
| Straßenbahn Freiburg im Breisgau              | Basic          |                             | Zweirichtungswagen                    | 7          | 2,30        | 42,0       | 1999–2000             | 8/9    | ursprünglich 9 Fahrzeuge; Wagen 272 wurde jedoch 2006 an Siemens als Versuchsobjekt für die Combinosanierung abgegeben, der Hersteller verschrottete das Fahrzeug im Anschluss |      |
| Straßenbahn Freiburg im Breisgau              | Advanced       |                             | Zweirichtungswagen                    | 7          | 2,30        | 42,0       | 2004, 2006            | 10     | |      |
| Straßenbahn Hiroshima                         |                | Green Mover                 | Zweirichtungswagen                    | 5          |             |            | 1999–2002             | 12     | |      |
| Kaohsiung                                     |                |                             |                                       |            |             |            |                       | 0/1    | ehemalige Teststrecke mit einem Fahrzeug |      |
| Straßenbahn Melbourne                         | Advanced       | D1                          | Zweirichtungswagen                    | 3          |             |            | 2002–2003             | 38     | |      |
| Straßenbahn Melbourne                         | Advanced       | D2                          | Zweirichtungswagen                    | 5          |             |            | 2003–2004             | 21     | |      |
| Straßenbahn Nordhausen                        | Basic          |                             | Einrichtungswagen                     | 3          | 2,30        | 19,1       | 2000                  | 2      | |      |
| Straßenbahn Nordhausen                        | Advanced       |                             | Einrichtungswagen                     | 3          | 2,30        | 20,048     | 2002                  | 2      | |      |
| Straßenbahn Nordhausen                        | Advanced       |                             | Zweirichtungswagen                    | 3          | 2,30        | 20,048     | 2002                  | 3      | |      |
| Straßenbahn Nordhausen                        | Duo            |                             | Zweirichtungswagen                    | 3          | 2,30        | 20,048     | 2004                  | 3      | Zweikraftantrieb |      |
| Straßenbahn Nordhausen                        | Classic        |                             | Einrichtungswagen                     | 3          | 2,30        | 20,2       | 2011                  | 2      | |      |
| Straßenbahn Posen                             | Advanced       |                             | Einrichtungswagen                     | 5          | 2,40        | 29,2       | 2003                  | 14     | |      |
| Straßenbahn Potsdam                           | Prototyp       |                             | Zweirichtungswagen                    | 4          | 2,30        |            | 1996                  | 1      | nur 3 Wagenteile dem Multigelenkwagenkonzept folgend, ein Endteil mit einzelnem Radpaar inzwischen Erprobungsträger für autonomes Fahren                                       |      |
| Straßenbahn Potsdam                           | Basic          |                             | Einrichtungswagen                     | 5          | 2,30        | 30,5       | 1998–1999             | 8      | |      |
| Straßenbahn Potsdam                           | Basic/Avenio M | Combino XL                  | Einrichtungswagen                     | 7          | 2,30        | 40,5       | 2000–2001             | 8      | 2017–2018 mit Avenio-M-Teilen verlängert, davor 5 Wagenteile |      |
| Straßenbahn Ulm                               | Advanced       |                             | Einrichtungswagen                     | 5          | 2,40        | 30,8       | 2003, 2008            | 10     | |      |
| Straßenbahn Ulm                               | Avenio M       |                             | Einrichtungswagen                     | 5          | 2,40        | 31,5       | 2017–2018 1 2022–2023 | 18     | bis 2028 Verlängerung auf 7 Wagenteile vorgesehen |      |

### Potsdam

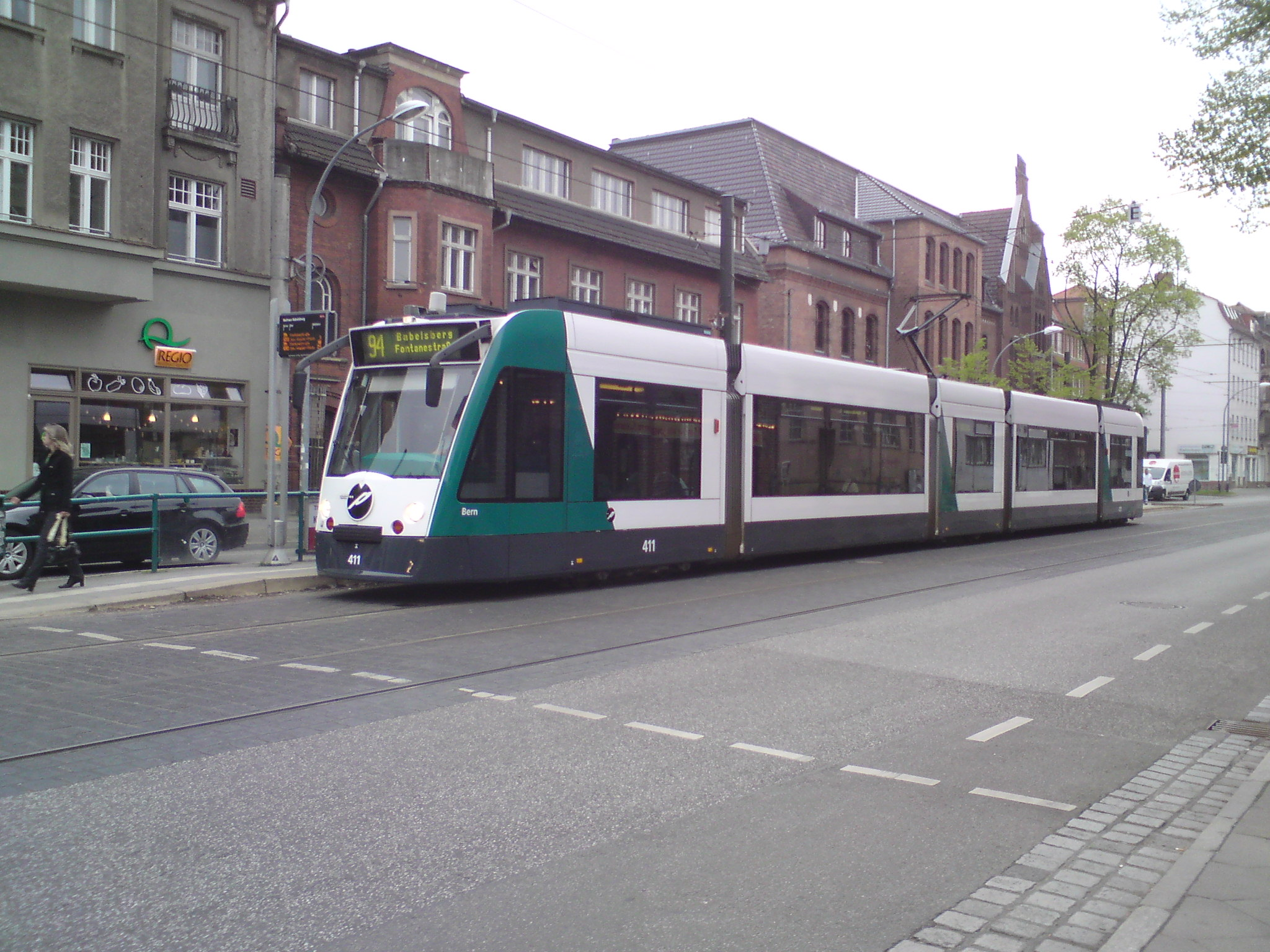
Combino in Potsdam

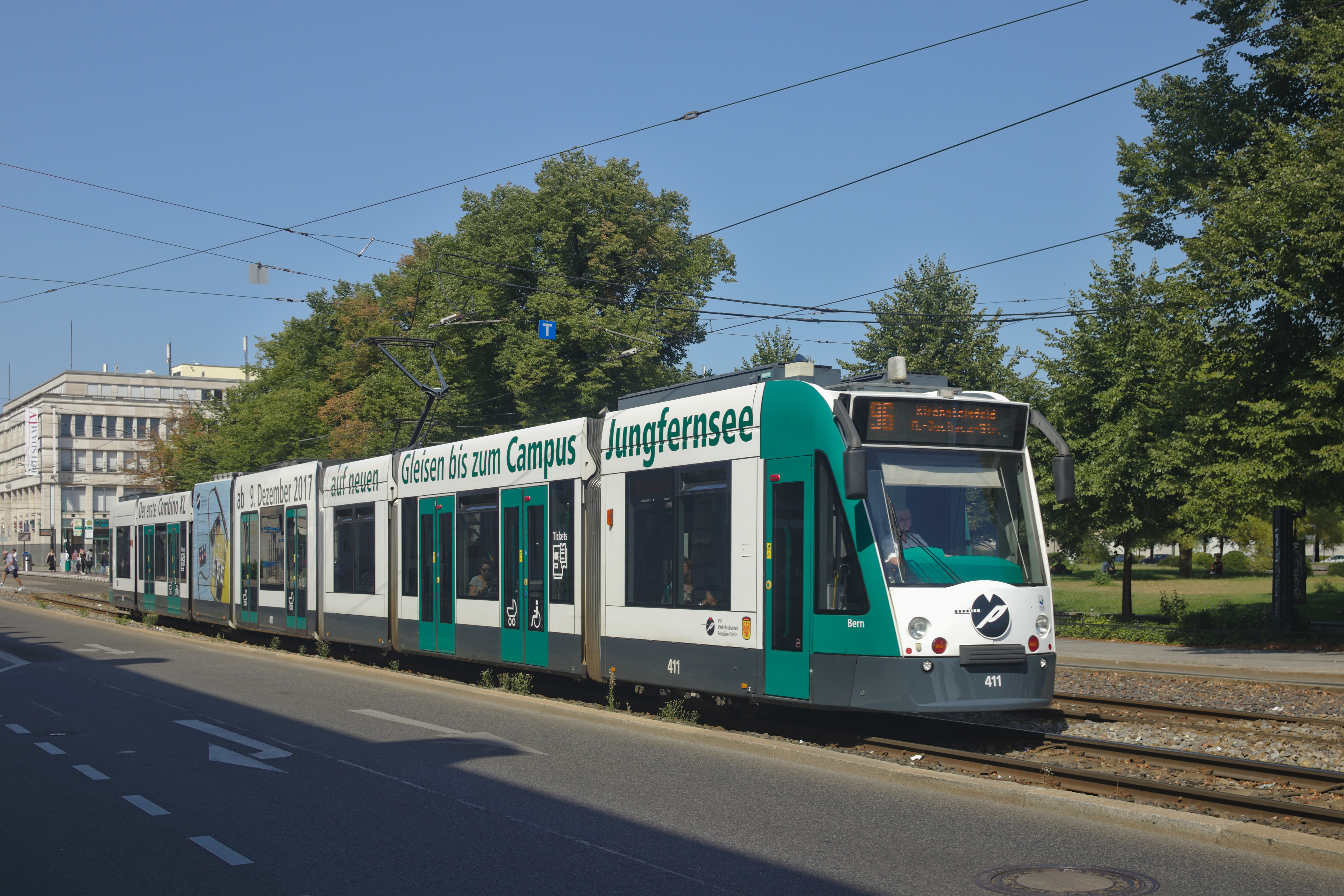
Verlängerter Combino 411; die zwei zusätzlichen Module sind durch ihre etwas größere Höhe gut erkennbar

Die Verkehrsbetriebe der Stadt Potsdam schafften bereits 1997 – als erste Kommune weltweit – Siemens Combino an. Bei der Einführung wurde die Barrierefreiheit der neuen Wagen hervorgehoben. Bis 2009 sollten insgesamt 48 Fahrzeuge angeschafft werden – vier Fahrzeuge pro Jahr. Die Bestellung aus Potsdam spielte in den ersten Jahren eine große Rolle bei PR-Aktionen in anderen Städten. Waren Neuanschaffungen geplant, wurden Fahrzeuge aus Potsdam dort zu Demonstrationszwecken vorgeführt. Allerdings wurden aufgrund von Finanzierungsproblemen seitens der Stadt nur 16 Fahrzeuge geliefert. 2002 bis 2004 erfolgte ein Aufschub der Bestellung.
Aufgrund der Combino-Krise (Rückruf aller Combino-Fahrzeuge zur Sanierung) wurde die Bestellung der noch ausstehenden 32 Fahrzeuge storniert. Die bestehende Combinoflotte wurde bis zum Dezember 2008 vollständig saniert. Als letztes wurde der Combino-Prototyp mit der Wagennummer 400 durch Siemens saniert, um anschließend in den Fahrgastbetrieb übernommen zu werden.
Im Oktober 2008 bestellte der Verkehrsbetrieb 18 Variobahnen von Stadler. Ein Einspruch von Siemens gegen die Vergabe dieses Auftrages an den Konkurrenten wurde im März 2009 abgewiesen.
Seit Juli 2017 wurden die Fahrzeuge 409 bis 416 (acht Einheiten) mit zwei zusätzlichen Mittelteilen ausgerüstet. Dadurch verlängert sich das Fahrzeug bei einem Massezuwachs von 10 Tonnen um 11,1 auf ca. 41,7 Meter. Das Platzangebot steigt um 11 Sitz- und 62 Stehplätze auf 77 Sitz- und 169 Stehplätze.
Die erste Probefahrt des neuen Combino XL fand am 20. September 2017 in Potsdam statt.

### Budapest
Für Budapest entwickelte Siemens den Combino Plus, einen Straßenbahn-Gelenkwagen, der zwar im Design stark den bisherigen Combino-Konstruktionen ähnelt, aber in einigen grundlegenden Punkten abweicht. Zum einen bestehen die Wagenkästen nun aus Edelstahl statt Aluminium, zum anderen gibt es keine laufwerklosen Module. Die Einheiten waren bis zur Lieferung der CAF Urbos 3/9 nach Budapest im Jahr 2016 mit 54 Metern Länge die längsten Straßenbahnwagen der Welt. Sie bestehen aus sechs Elementen mit je einem Laufwerk, die mit zwei unterschiedlichen Gelenkbauarten verbunden sind. Zwei der fünf Gelenke lassen einen Querversatz der Wagenkästen zu, lauftechnisch entspricht ein »Combino Plus« damit drei miteinander kurzgekuppelten Kurzgelenkwagen. Im März 2006 wurde das erste Fahrzeug angeliefert. Die Namen Combino Supra oder Combino NF12B sind die Bezeichnungen der BKV. Der Einsatzbeginn in Budapest führte zu weiteren Herausforderungen in der Combino-Fahrzeugentwicklung. Selbst von Rückgabe der Wagen wurde seitens der zuständigen Stellen gesprochen. Am 4. Mai 2007 wurde der 40. und damit letzte Zug aus dem Siemens-Werk in Wien beim Betreiber BKV Rt. angeliefert. Alle Fahrzeuge werden auf den Linien 4 und 6 eingesetzt.

### Combino Duo in Nordhausen

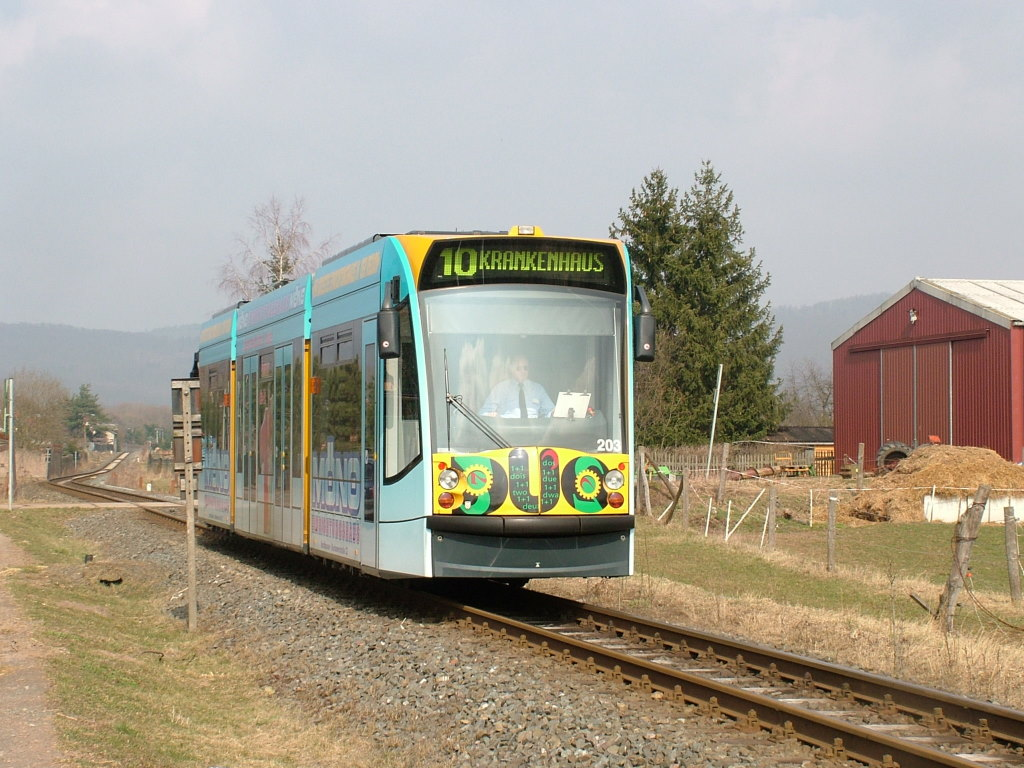
Combino duo der Stadtwerke Nordhausen bei Niedersachswerfen

Bei der Straßenbahn Nordhausen wird auf einer zum Teil nichtelektrifizierten Strecke eine Combino duo genannte Variante mit Zweikraftantrieb eingesetzt. Auf der nichtelektrifizierten HSB-Strecke zwischen Nordhausen Nord und Ilfeld werden die Fahrzeuge von einem Achtzylinder-Pkw-Motor von BMW dieselelektrisch angetrieben. Wie die anderen Fahrzeuge der Straßenbahn Nordhausen sind diese Wagen nur dreiteilig und damit recht kurz, was ihnen den Spitznamen „Bambino“ einbrachte.

## Trivia

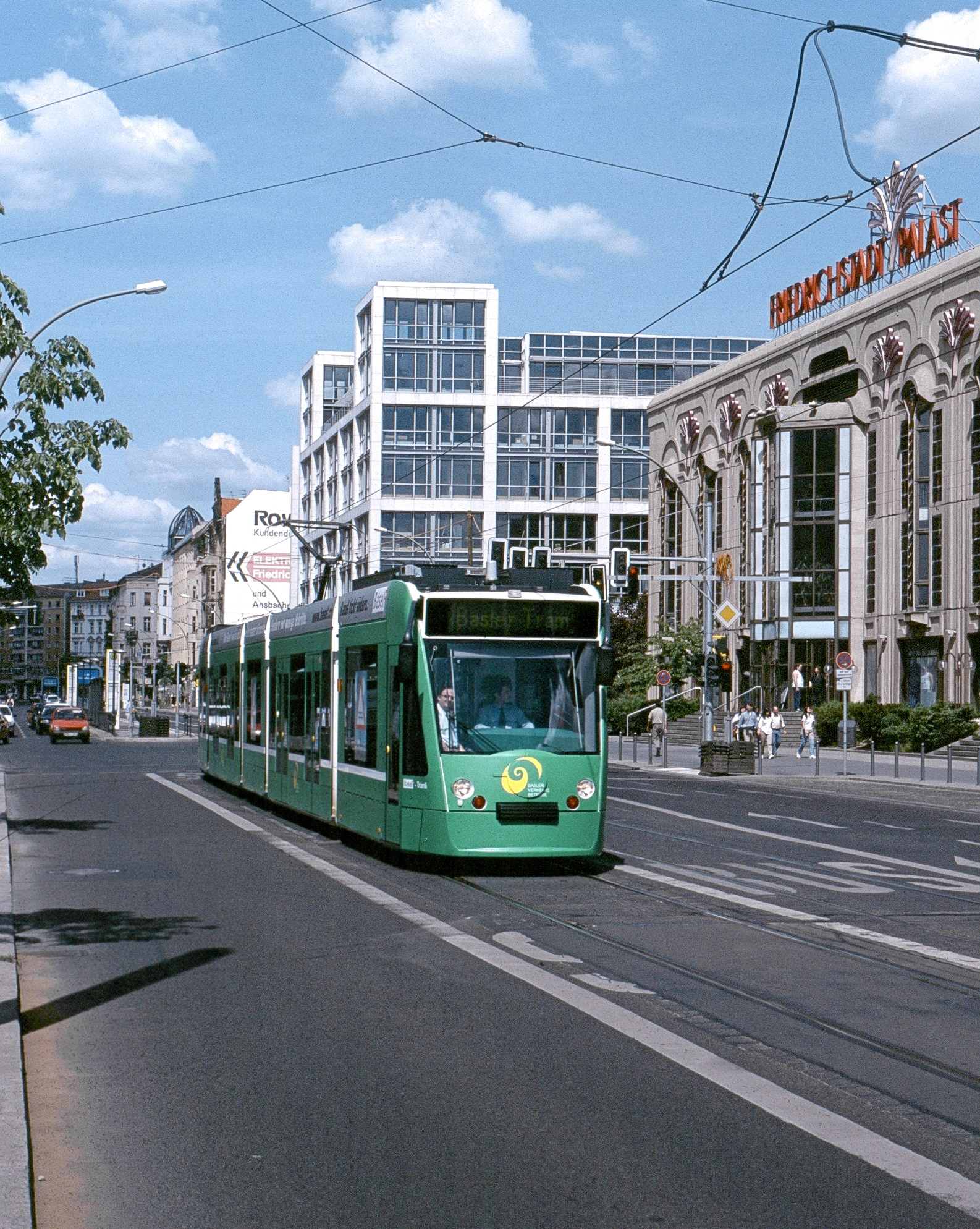
Potsdamer Combino mit Basler Outfit in Berlin

Im November 2001 warb die Stadt Basel in Berlin mit einem Combino für sich. Da die Bahnen beider Städte unterschiedliche Spurweiten aufweisen, lieh man ein Potsdamer Fahrzeug aus, das optisch zu einer Tram der Basler Verkehrs-Betriebe umgestaltet wurde. Für die Vorführung in Leipzig im Spätherbst 2002 verwendete Siemens allerdings den Erfurter Triebwagen 632, der dafür mit ursprünglich regelspurigen Laufgestellen für Amsterdam ausgerüstet wurde.

## Vergleichbare Bauarten anderer Hersteller
- Alstom Citadis
- Bombardier Flexity Swift
- AnsaldoBreda Sirio
- Škoda Elektra